# Pedro García de la Huerta (historiador)
Pedro García de la Huerta (Zafra, 14 de julio de 1748 - Roma, 3 de julio de 1799) fue un jesuita e historiador del arte español de la Ilustración, hermano del famoso autor dramático Vicente García de la Huerta.
Estudió en el Colegio de Villarejo, provincia de Toledo. Expulsado con los demás compañeros de su orden, residió en Roma desde 1769 y escribió Comentarios de la pintura encáustica del pincel (Madrid, 1795), una investigación sobre la técnica del encausto iniciadas con la lectura de lo que sobre tal escribió el también jesuita expulsó aragonés Vicente Requeno, en cuya defensa pronunció un discurso en Roma el 6 de enero de 1787; dedicada a Godoy, su obra, con el dictamen positivo de la Real Academia de Bellas Artes de San Fernando, a la cual perteneció (16 de julio de 1796), fue muy valorada en Roma. Tradujo al italiano la Raquel de su hermano. Fue rival de Esteban de Arteaga y mantuvo con Isidoro Bosarte, secretario de la citada Real Academia, una abundante correspondencia.
- Datos: Q6068896